# Гиларди, Даниеле
Дание́ле Гила́рди (итал. Daniele Ghilardi; 6 января 2003, Лукка) — итальянский футболист, защитник клуба «Эллас Верона», выступающий на правах аренды за клуб «Рома».

## Клубная карьера
Даниэле Гиларди родился в городе Лукка и заниматься футболом начал в местном клубе «Луккезе», где играл на позиции вратаря и нападающего. В возрасте девяти лет Даниеле перешел в академию клуба «Фиорентина». Пройдя через молодёжную команду, в сентябре 2021 года футболист подписал с клубом первый профессиональный контракт до 2024 года.
Но зимой 2022 года Гиларди перешел в «Эллас Верона», с которой в июле 2022 года он подписал полноценный контракт. Сезон 2022/23 Гиларди провёл в аренде в клубе «Мантова» в [] Чемпионат Италии по футболу (Серия C)|Серии С]]. Через год вернулся в «Верону», но и следующий сезон также играл в аренде. На этот раз его клубом стала «Сампдория», выступавшая в Серии В.

## Карьера в сборной
С 2019 года Даниеле Гиларди играл за юношеские сборные Италии разных возрастов. В составе сборной Италии (U-20) Гиларди стал вице-чемпионом мира на молодёжном чемпионате мира в Аргентине в июне 2023 года.
8 сентября 2023 года Гиларди дебютировал в составе молодёжной сборной Италии.